# Municipio de Lake (condado de Wabasha)
El municipio de Lake (en inglés: Lake Township) es un municipio ubicado en el condado de Wabasha en el estado estadounidense de Minnesota. En el año 2010 tenía una población de 442 habitantes y una densidad poblacional de 5,8 personas por km².

## Geografía
El municipio de Lake se encuentra ubicado en las coordenadas 44°23′18″N 92°15′13″O / 44.38833, -92.25361. Según la Oficina del Censo de los Estados Unidos, el municipio tiene una superficie total de 76.24 km², de la cual 63,73 km² corresponden a tierra firme y (16,41 %) 12,51 km² es agua.

## Demografía
Según el censo de 2010, había 442 personas residiendo en el municipio de Lake. La densidad de población era de 5,8 hab./km². De los 442 habitantes, el municipio de Lake estaba compuesto por el 99,1 % blancos y el 0,9 % eran de una mezcla de razas. Del total de la población el 1,13 % eran hispanos o latinos de cualquier raza.